# Kojima Engineering
Kojima Engineering – japoński konstruktor samochodów wyścigowych i były zespół Formuły 1. Założony przez Matsuhisa Kojima, motocyklistę motocrossowego, który zdobył majątek na imporcie bananów.
Zespół zadebiutował podczas drugiej rundy w All-Japan F2000 sezonie 1974, debiutanckim sezonie zdołał zdobyć tytuł wicemistrza kierowców za sprawą Masahiro Hasemi, a Kazuyoshi Hoshino zakończył sezon na piątym miejscu klasyfikacji generalnej, mając tyle samo punktów co: Moto Kitano i Tetsu Izukawa.